# Gabon Antal
Gabon Antal (Besztercebánya, 1677. február 16. – Győr, 1735. május 6.) bölcsészdoktor, jezsuita pap.

## Élete
Húszéves korában lépett a rendbe, s mint lelkész a pozsonyi pestises betegeket látta el lelki vigasztalással. Miután a bölcseletet Bécsben és Nagyszombatban elvégezte, az erkölcsi bölcseletet adta elő mint tanár Egerben, Győrben és Nagyszombatban. A győri, nagyszombati és a kassai rendháznak több évig főnöke volt.

## Munkái
- Luctuosa Hilaria seu Pentas Insipide, ac Sero Sapientium... Tyrnaviae, 1704
- Panegyrici XV. Praelatorum et Magnatum Hungariae, qui Saeculo XVII. pro fide Dei ac Regis laureata morte vitam terminarunt. Tyrnaviae, 1718
- Phisica exotica, seu Secreta naturae et artis. Tyrnaviae, 1742 (névtelenül), Kassa, 1742 és 1767 (gyakorlati kémiai ismereteket tartalmaz. 1734: Felkai András is megjelentette saját neve alatt, az 1767-es kiadáshoz szójegyzéket csatolt)